# Lorenzo Salle
Lorenzo Salle war ein Baumeister und Architekt der Barockzeit aus Roveredo in Graubünden (Schweiz), dessen Bautätigkeit sich in Mittelfranken nachweisen lässt.

## Leben und Wirken
Er gehörte der weitverzweigten, genealogisch kaum erforschten Baumeisterfamilie der Salle (Salla, Sala, Sales) an und stammte aus dem Ortsteil (frazione) Carasole von Roveredo. Ob er mit Lorenzo Sala personengleich ist, der 1700 bis 1717 im Auftrag des fürstlichen Hauses Baden-Baden in Rastatt tätig war, ist eher unwahrscheinlich. Ob er oder dieser Lorenzo Sala oder ein ganz anderes Mitglied der Familie 1766 als „magister Laurentius Sala“ („magister“ für „Baumeister“) im ungarischen „Petro Varadini“ (Peterwardein) starb, ist nicht geklärt.
Derzeit ist seine Palier- und/oder Architektentätigkeit nur für zwei Kirchen nachgewiesen:
- Evangelisch-lutherische Dreifaltigkeitskirche in Eckersmühlen in der Markgrafschaft Brandenburg-Ansbach, erbaut 1709 bis 1710 im Auftrag von Markgraf Wilhelm Friedrich von Ansbach. Salle lieferte die Pläne als Architekt des Ansbachischen und später eichstättisch-fürstbischöflichen Baudirektors Gabriel de Gabrieli. Es handelt sich um einen fast quadratischen Saalbau mit Flachdecke und rundbogigen Fensteröffnungen. Die an der Roth gelegene Kirche wurde gegenüber der vorigen, 1460 erbauten „Willibaldskirche“ um 6 ½ Schuh verbreitert und um 9 ½ Schuh verlängert. Ein geschweifter Eingangs-Westgiebel und die äußere Lisenengliederung weist sie als schlichtes Barockbauwerk aus. Den dreigeschossigen Kirchturm mit aufgesetztem Oktogon mit Zeltdach ließ Salle 25 Meter hoch bauen. Hochgezogen wurde der Bau von dem „hochfürstlichen Hofmaurer“ Johann Georg Schmidt und dem wohl örtlichen Maurer Hans Heinrich Drechsler.
- Evangelisch-lutherische Pfarrkirche St. Michael in Thalmässing, ebenfalls ein Ort in der Markgrafschaft Brandenburg-Ansbach, 1712/13 unter Gabrieli neu erbaut, wobei Salle als Palier fungierte, also nicht nach eigenen Plänen baute.